# Keur-Hessen (provincie)
Keur-Hessen was een gouw van de NSDAP en van 1944 tot 1945 een provincie van Pruisen.

## Geschiedenis
De provincie ontstond toen de provincie Hessen-Nassau in opdracht van Adolf Hitler werd gesplitst in Keur-Hessen en Nassau om de bestuurlijke indeling van eerstgenoemde provincie aan de NSDAP-gouwen aan te passen. De naam verwees naar het oude keurvorstendom Hessen-Kassel, dat in 1866 door Pruisen werd geannexeerd.
Keur-Hessen bestond uit het Regierungsbezirk Kassel (dat het gebied van Hessen-Kassel besloeg), echter zonder de stad Hanau en de districten Heerlijkheid Schmalkalden, Schlüchtern en Gelnhausen.
Plaatsvervangend Oberpräsident van de nieuwe provincie werd de NSDAP-Gauleiter Karl Gerland. Keur-Hessen viel na de Tweede Wereldoorlog onder de Amerikaanse bezettingszone en werd op 19 september 1945 met de Volksstaat Hessen tot de deelstaat Groot-Hessen verenigd, die na het aannemen van een nieuwe grondwet op 1 december 1946 werd omgedoopt in Hessen.

## Bestuurlijke indeling

### Regierungsbezirk Kassel
Stadsdistricten (Stadtkreise)
1. Fulda
2. Kassel
3. Marburg

Districten (Landkreise)
1. Eschwege
2. Frankenberg
3. Fritzlar-Homberg
4. Fulda
5. Hersfeld
6. Hofgeismar
7. Hünfeld
8. Kassel
9. Marburg
10. Melsungen
11. Rotenburg
12. Waldeck
13. Witzenhausen
14. Wolfhagen
15. Ziegenhain

## Eerste president (Oberpräsident)
- 1944-1945: Karl Gerland

1815:
Brandenburg · Groothertogdom Beneden-Rijn · Gulik-Kleef-Berg · Oost-Pruisen · Pommeren · Posen · Saksen · Silezië · Westfalen · West-Pruisen · 1822: Rijnprovincie · 1829: Pruisen · 1850: Hohenzollernsche Lande · 1867: Hannover · Hessen-Nassau · Sleeswijk-Holstein · 1878: Oost-Pruisen · West-Pruisen · 1919: Neder-Silezië · Opper-Silezië · 1920: Berlijn · 1922: Grensmark Posen-West-Pruisen · 1944: Halle-Merseburg · Keur-Hessen · Maagdenburg · Nassau · 1945: Saksen-Anhalt